# ルーナル・ルーナルソン
ルーナル・ルーナルソン（Rúnar Rúnarsson, 1977年1月20日 - ）は、アイスランド人の脚本家、映画監督である。彼は2009年にデンマーク国立映画学校を卒業した。主な作品に長編映画『Volcano』、短編映画『Anna』、『Two Birds』、『The Last Farm』（アカデミー賞候補）があり、世界で最も多く賞を贈られた短編映画監督として知られる。
2015年に公開された長編映画第2作『Sparrows』では、シカゴ国際映画祭で新人監督賞を獲得した。
2019年の長編映画『Echo』は、ロカルノ国際映画祭のコンペティション部門で上映された。
2024年の長編映画『突然、君がいなくなって』は、第77回カンヌ国際映画祭の「ある視点」部門のオープニング作品として上映された。『突然、君がいなくなって』は2025年にヨーテボリ映画祭の北欧映画ドラゴン賞を受賞した。

## フィルモグラフィ

### 短編映画
- Oiko Logos (1997) 監督・脚本・製作
- Leitin að Rajeev (2002、ドキュメンタリー) 監督・製作・撮影
- Síðasti bærinn (2004) 監督・脚本
- Smáfuglar (2008) 監督・脚本
- Anna (2009) 監督・脚本
- O (2024)[8] 監督・脚本・製作

### 長編映画
- Eldfjall (2011) 監督・脚本
- Þrestir (2015) 監督・脚本・製作
- Bergmál (2019) 監督・脚本・製作
- 突然、君がいなくなって（英語版） Ljósbrot (2024) 監督・脚本・製作